# Gasteracantha cancriformis
Gasteracantha cancriformis is een spinnensoort uit de familie van de wielwebspinnen. Vooral de vrouwtjes zijn zeer opvallend door de puntige uitsteeksels en felle kleuren. De naam is afgeleid van het Grieks en het Latijn:
- Gasteracantha (Grieks): γαστήρ (gaster; buik) en ἄκανθα (akantha; hoorn)
- Cancriformis (Latijn): cancer (krab) en forma (vorm)

De benaming is een beschrijving van de vorm van de spin: krabvormig en met hoornachtige uitsteeksels op het abdomen. Het dier komt voornamelijk voor in Midden- en Zuid-Amerika.

## Beschrijving
Vrouwtjes worden zo'n 5 tot 9 mm lang en 10 tot 13 mm breed. Ze bezitten zes karakteristieke abdomale extremiteiten. De carapax, de poten en de onderzijde zijn zwart. Onder het abdomen zijn er ook witte vlekken te zien. Er bestaan een aantal variaties aan kleuren wat betreft de bovenzijde van het abdomen: geel tot wit met zwarte vlekken of rood met witte vlekken.
De mannetjes zijn veel kleiner (2 tot 3 mm lang) dan de vrouwtjes en veelal langer dan breed. Een ander verschil is dat ze een grijs abdomen hebben met witte vlekken. De puntige uitsteeksels zijn bij hen gereduceerd tot stompe uitstulpingen. Qua kleur lijken ze erg op de vrouwtjes.

## Voortplanting en ontwikkeling
De enige bekende observatie van paringsgedrag was in een laboratorium waar maar een mannetje en een vrouwtje beschikbaar was om mee te werken. Het onderzoek liet zien het mannetje het web van de vrouw bezocht en vervolgens een ritmisch patroon van vier tikken trommelde op het web. Na enkele voorzichtige benaderingen van het mannetje werd hij met spinsel vastgebonden door het vrouwtje en paarden ze. Een paring duurde 35 minuten of meer. Hierna bleef het mannetje op het web van het vrouwtje. Het is niet bekend of de spin monogaam of polygaam is. 
Terwijl het vrouwtje in het midden van het web zit produceert ze een eizak met 100 tot 260 eieren. Ze bevestigt de zak aan de onderzijde van bladeren in de buurt van het nest waarna ze sterft. De eieren overleven de winter en komen in de lente uit zonder ouderlijke zorg. De jonge spinnetjes verspreiden zich wanneer ze in staat zijn om webben te maken en vruchtbaar zijn. Zowel mannetjes als vrouwtjes bereiken het volwassen stadium binnen twee tot vijf weken.
De G. cancriformis bouwt elke avond een nieuw web van ongeveer 30 cm op een veilige plaats.

## Verspreiding en leefgebied
G. cancriformis wordt vrij algemeen aangetroffen in het zuidelijke gedeelte van de Verenigde Staten (Californië tot Florida), in Centraal- en Zuid-Amerika, op Cuba, Jamaica, de Dominicaanse Republiek en op enkele eilanden van de Bahama's.
De spinnen leven veelal op struiken of bomen in tuinen of bossen waar ze hun webben maken.